# Frederick Hervey (1er marquis de Bristol)
Frederick William Hervey, 1er marquis de Bristol (2 octobre 1769 - 15 février 1859), nommé Lord Hervey entre 1796 et 1803 et connu comme le comte de Bristol entre 1803 et 1826, est un pair britannique.

## Biographie
Frederick William Hervey est le fils cadet (mais son frère aîné meurt du vivant de son père), héritier de Frederick Hervey (4e comte de Bristol), à qui il succède en 1803. Il est admis au St John's College de Cambridge en 1786 .
Il est élu membre de la Royal Society en 1805. En 1806, il hérite des domaines de son oncle, Charles Davers (6e baronnet).
En 1826, il est créé marquis de Bristol et comte Jermyn. Son fils Frederick William (1800–1864), député de Bury St Edmunds 1830–1859, lui succède en tant que 2e marquis.
Hervey épouse Elizabeth Albana (1775-1844), fille de Clotworthy Upton, 1er Baron Templetown et Elizabeth Templetown, dont il a deux filles et six fils
- Augusta Hervey (22 décembre 1799-17 mars 1880)
- Frederick Hervey (2e marquis de Bristol) (15 juillet 1800 - 30 octobre 1864), arrière-arrière-grand-père du marquis actuel
- Georgiana Elizabeth Charlotte Hervey (08 septembre 1801-16 janvier 1869)
- George Hervey (25 janvier 1803-03 février 1838)
- William Hervey (27 septembre 1805 - 6 mai 1850), le grand-père de l'héritier présomptif du marquis
- Arthur Hervey, évêque de Bath et Wells (20 août 1808 - 9 juin 1894)
- Sophia Elizabeth Caroline Hervey (26 avril 1811- ?)
- Charles Amelius Hervey (1er novembre 1814 - 11 avril 1880), joueur de cricket et membre du clergé
- Alfred Hervey (25 juin 1816 - 15 avril 1875)